# Dudleya greenei
Dudleya greenei es una especie de planta suculenta perteneciente a la familia de las crasuláceass.

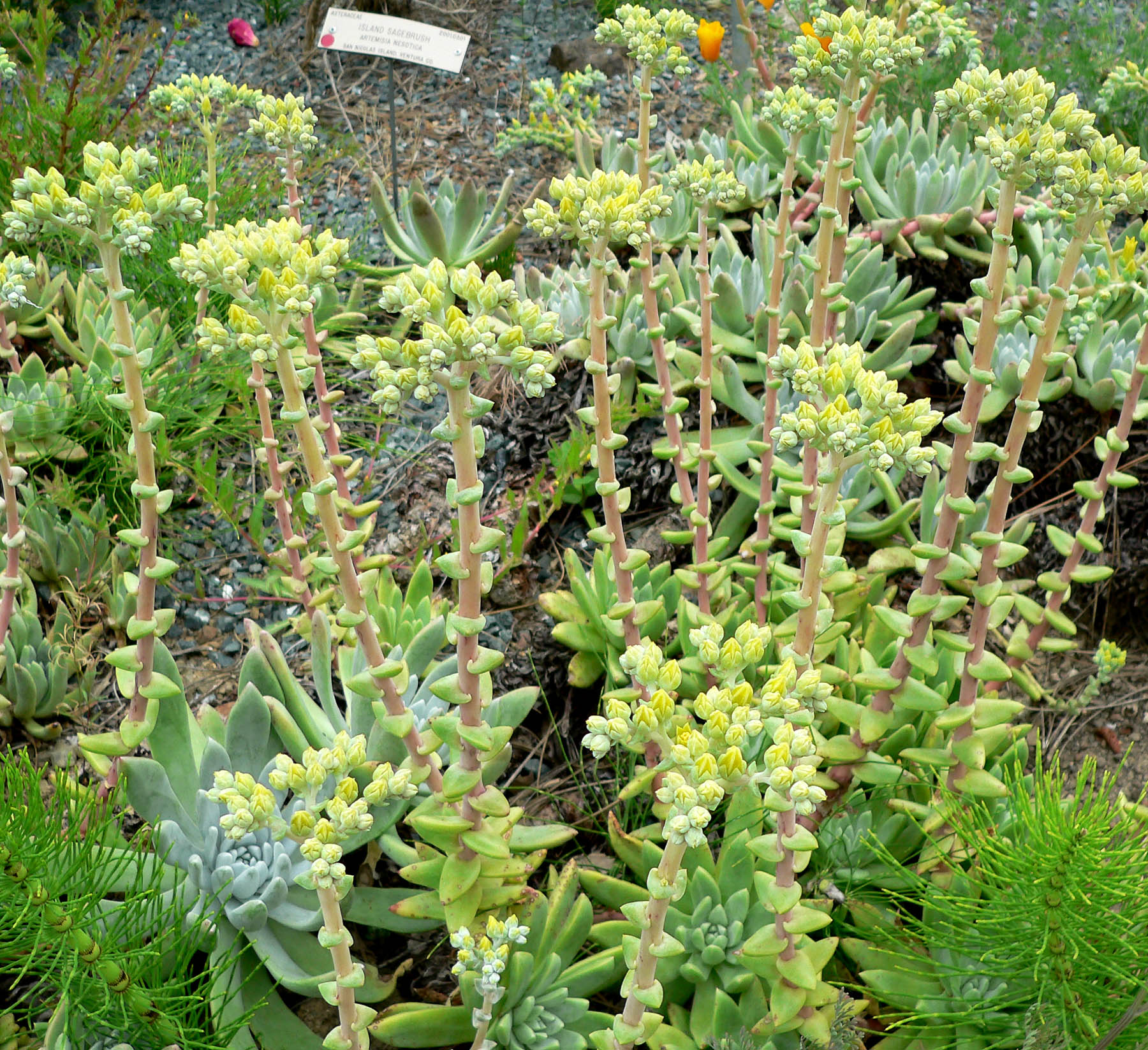
Vista de la planta

## Distribución y hábitat
Es endémica de las Islas del Canal de California, donde crece a lo largo de los acantilados de cuatro de las ocho islas. 

## Descripción
Crece desde un pequeño y grueso caudex de unos pocos centímetros de ancho y produce rosetas de hojas carnosas de hasta 11 centímetros de largo. La inflorescencia se  erige desde un  pedúnculo de hasta 40 centímetros de altura. El pedúnculo y follaje son  verde y rosa. Las ramas de la inflorescencia en la parte superior  tiene muchas flores de color amarillento carnoso.

## Taxonomía
Dudleya farinosa fue descrita por Joseph Nelson Rose y publicado en New or Noteworthy North American Crassulaceae 17. 1903.
Etimología
Dudleya: nombre genérico que fue nombrado en honor de William Russell Dudley, el primer director del departamento de botánica de la Universidad de Stanford.
greenei: epíteto otorgado en honor del botánico Edward Lee Greene.
Sinonimia:
- Dudleya gnoma McCabe
- Cotyledon greenei (Rose) Clokey
- Cotyledon greenei (Rose) Fedde
- Dudleya echeverioides Johans.
- Dudleya hoffmannii Johans.
- Dudleya regalis Johans.
- Echeveria greenei (Rose) A.Berger[2]